# Понте Магра (Маса-Карара)
Понте Магра је насеље у Италији у округу Маса-Карара, региону Тоскана.
Према процени из 2011. у насељу је живело 87 становника. Насеље се налази на надморској висини од 125 м.